# Ugo della Volta
Ugo della Volta, detto anche Ugone della Volta, (Genova, primi decenni del XII secolo – Genova, 12 giugno 1188), è stato un arcivescovo italiano.

## Biografia
Ugo della Volta è stato il secondo arcivescovo di Genova dopo Siro II, mediatore tra le fazioni familiari che si contendevano il potere nella città, in un periodo in cui il Comune di Genova si stava imponendo come una potenza navale nel Mediterraneo. Ugone proveniva da una famiglia viscontile tra le più importanti nel panorama politico genovese tra il XII e il XIII secolo. Molti esponenti dei Della Volta furono in quel periodo più volte consoli e a loro vennero affidate importanti ambascerie; lo stesso Ugone, prima della sua nomina ad arcivescovo, nel 1154, insieme al Caffaro aveva partecipato in rappresentanza del comune di Genova alla prima dieta di Roncaglia, indetta dall'imperatore Federico Barbarossa. Al loro ritorno essi riferirono ai consoli delle mire espansionistiche dell'imperatore sull'Italia, e volendo i genovesi restare indipendenti dal dominio imperiale, in previsione di un possibile assedio da parte delle truppe del Barbarossa fu deciso l'ampliamento e il rafforzamento della cinta muraria.
Alla morte dell'arcivescovo Siro II insieme il clero cittadino, i consoli e il senato affidarono a undici prelati l'incarico di eleggere il successore. Gli incaricati furono gli abati di San Benigno, San Siro, Santo Stefano, i parroci di Santa Maria delle Vigne, San Donato, i rettori di San Damiano, Santa Maria di Castello, di Sant'Ambrogio e tre canonici della cattedrale che, valutati i possibili candidati, scelsero l'arcidiacono Ugo della Volta.
Il nuovo arcivescovo, forte della sua provenienza da una delle famiglie più attive nella vita politica cittadina e dei suoi trascorsi come ambasciatore presso l'imperatore, cercò costantemente di far valere le prerogative del suo ruolo, non esitando a presentarsi come elemento di equilibrio fra le diverse componenti della società genovese, ormai divisa in fazioni contrapposte.
Nel 1164, mentre il Comune di Genova si stava imponendo come potenza locale e andava estendendo il suo dominio su quasi tutta la Liguria, in città le lotte tra fazioni si inasprirono con frequenti scontri armati in cui persero la vita diversi giovani patrizi. A dare inizio alle lotte fu uno scontro tra i sostenitori di Folco di Castello, genero di Ingo della Volta, capo della potente consorteria familiare da cui proveniva lo stesso arcivescovo, di cui era il fratello, e quelli di Rolando Avvocato, in cui perse la vita il figlio di quest'ultimo, Sardo Avvocato. Alla base dello scontro stavano ragioni politiche e rivalità familiari. Nel settembre dello stesso anno fu assassinato Marchione dalla Volta, console in carica e figlio di Ingone. Altre famiglie entrarono nel conflitto parteggiando per una o l'altra delle due fazioni e gli scontri dilagarono in tutta la città e nel contado, coinvolgendo nobili e popolani, senza che le autorità potessero porvi un freno. Un primo tentativo di riappacificare gli animi da parte dell'arcivescovo non sortì alcun risultato. Nel 1169 i consoli, dopo aver vanamente tentato di riportare la concordia tra le fazioni chiesero l'intervento dell'arcivescovo che con un lungo discorso pubblico convinse i due principali contendenti a rappacificarsi. L'episodio è descritto da Oberto Cancelliere, continuatore degli Annali del Caffaro, secondo il quale i capi delle principali fazioni avrebbero infine deciso di risolvere la questione con una disfida armata che i consoli finsero di autorizzare, pregando nel contempo l'arcivescovo di intervenire. Il giorno prestabilito, nel luogo deputato dello scontro l'arcivescovo, in abiti pontificali e con un seguito di sacerdoti che recavano le reliquie del Battista, alla presenza del popolo e delle autorità, prese la parola prima che i contendenti venissero alle armi. L'arcivescovo, che negli scontri aveva perso due nipoti, si rivolse in particolare a Rolando Avvocato, che pianse ricordando il figlio morto e in un primo momento, invocando vendetta, rifiutò, ma fu infine forzato dai familiari, dai consoli e dallo stesso arcivescovo ad accettare la pace. Folco di Castello accettò a sua volta, ma solo dopo aver ottenuto l'approvazione del suocero Ingone della Volta. Furono ancora necessari alcuni mesi di trattative per appianare le controversie, ma finalmente nel 1170 ebbe inizio un periodo di relativa tranquillità destinato a durare nove anni.
Nel 1179 Ugone partecipò a Roma al Concilio Lateranense III, dove si recò accompagnato dal vescovo di Mariana (che il Semeria chiama Lodio) e dal console Nuvolone Alberici, che in quella circostanza avrebbe ottenuto dal papa Alessandro III la conferma dei diritti del Comune e una reliquia di San Giovanni Battista.
Nel 1180 consacrò la chiesa di San Torpete, nel centro storico di Genova, eretta dalla corporazione dei mercanti pisani, di cui i Della Volta, la potente famiglia dello stesso arcivescovo, favorirono l'insediamento all'interno della loro area curiale. Nello stesso anno i Della Volta (che nel 1308 insieme ad altre famiglie avrebbero costituito l'Albergo Cattaneo) ne ottennero il giuspatronato che i loro discendenti conservarono fino al 1990, quando la chiesa tornò all'arcidiocesi di Genova, ma con il diritto per la famiglia Cattaneo Della Volta di celebrarvi le proprie funzioni.
Il 17 giugno 1184 conferì il titolo di abbazia al complesso monastico di Sant'Andrea di Borzone, affidandolo all'abate Lantelmo dei benedettini di Chaise-Dieu (Alta Loira, Francia), che vi si insediarono in numero di venticinque.
Durante il suo episcopato vennero costruite la chiesa di San Marco al Molo (1173-1177) e quella di San Giacomo Maggiore a Pontedecimo, per la quale l'arcivescovo con un decreto del 6 giugno 1167 autorizzò suor Belenda, badessa del monastero di San Tommaso di Genova, a fondare la chiesa con annesso un ospitale per pellegrini, concedendole il diritto di nominarne il rettore
Ugo della Volta morì a Genova il 12 giugno 1188 e fu sepolto nella cattedrale di San Lorenzo; Genova perdeva con lui uno dei personaggi più prestigiosi e ascoltati, in grado di mediare tra tutte le fazioni.